# Илустровани спорт (часопис)
Илустровани спорт је спортски часопис који је излазио у Београду од 1947. до 1950. године.

## Историјат
Илустровани спорт је спортски часопис који је излазио у Београду од 1947. до 1950. године. Изашло је укупно 84 бројева.

### Уредници
Илустровани лист током свог излажења имао је више уредника.
- од бр.1/1947 Јован Шћекић
- од бр.25/1948 Бранко Костић
- од бр.57/1949 Бошко Станишић

## Периодичност излажења
Лист је излазио месечно. Од 1949. године часопис је излазио средом.

### Издавачи
- од бр.26/1949 Издавачки центар Фискултурног савеза Југославије;
- од бр.28/1949 Фискултура и спорт, издавачко предузеће.

### Штампарије
- од бр.14/1948 Привредни преглед;
- од бр.18/1948 "Слободан Јовић";
- од бр.33/1949 Борба

## Галерија
- Скијање - слика из часописа Илустровани спорт
- Гимнастика - слика из часописа Илустровани спорт
- Веслање - слика из часописа Илустровани спорт